# Wilhelm Krek

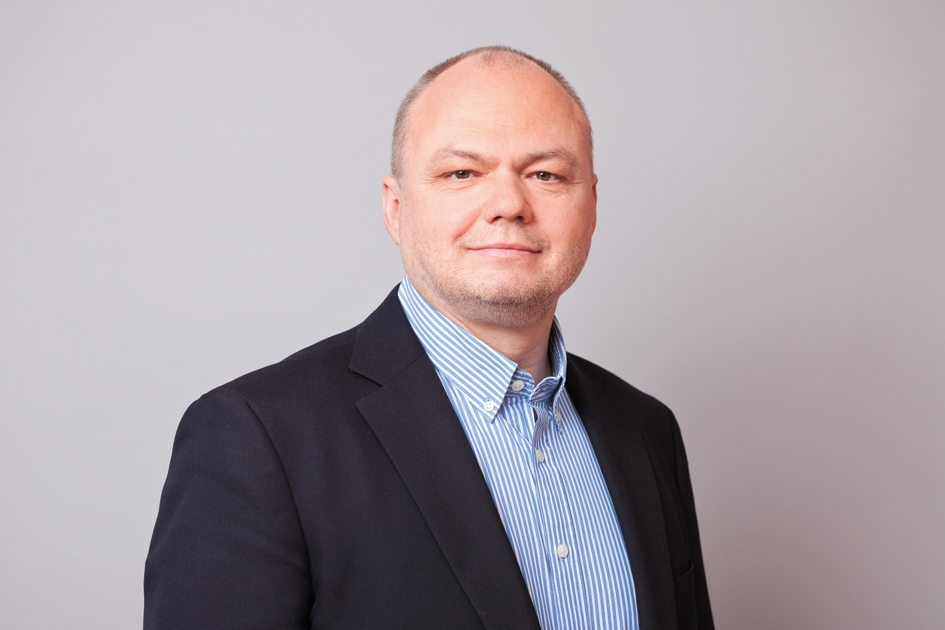
Wilhelm Krek (2010)

Wilhelm Krek (* 1. Februar 1962 in Klagenfurt; † 29. August 2018 in Herrliberg) war ein österreichischer Zellbiologe und Professor an der ETH Zürich.

## Leben
Wilhelm Krek studierte Biotechnologie an der Technischen Universität Graz und doktorierte, nach einem einjährigen Forschungsaufenthalt an der ETH Zürich, zwischen 1988 und 1991 am Schweizerischen Krebsforschungsinstitut ISREC in Lausanne. Seine wissenschaftliche Karriere führte ihn anschließend an die Harvard University in Cambridge (Massachusetts), und an das Dana-Farber Cancer Institute in Boston. Seine eigene Forschungsgruppe baute er am Friedrich Miescher Institut in Basel auf, von wo er als ordentlicher Professor für Zellbiologie auf den 1. Februar 2003 an die ETH Zürich gewählt wurde. Dieses Amt übte er bis zu seinem verfrühten Tod mit Leidenschaft aus.

## Forschung
Wilhelm Krek war nicht nur ein mit Preisen und Ehrungen ausgezeichneter Forscher, sondern auch ein engagierter Lehrer. Er war unter anderem federführend am Aufbau des Studienganges «Molekulare Gesundheitswissenschaften» beteiligt.
Wilhelm Krek hat zahlreiche wissenschaftliche Arbeiten über Signalwege, die das Wachstum von Tumorzellen steuern, verfasst. Hier hat er bahnbrechende Studien über den Einfluss der Hypoxie und des Stoffwechsels auf das Tumorwachstum und dessen Ausbreitung durchgeführt. Diese Arbeiten haben einen direkten Bezug zur medizinischen Forschung sowie innovativen Medikamentenentwicklung und führten zur Gründung mehrerer Start-Up-Unternehmen.
Er war als Gastredner an wissenschaftlichen Kongressen sehr gefragt sowie als Experte in verschiedenen Gremien innerhalb und außerhalb der ETH Zürich tätig. Er war Mitgründer eines Kompetenzzentrums zur Erforschung von Stoffwechselkrankheiten und hat den Aufbau des Zentrums für Personalisierte Medizin der ETH und der Universität Zürich geprägt. Er hat stets versucht, neueste Technologien in seinen Forschungsprojekten anzuwenden und war maßgeblich für die Schaffung der „Nexus Technology Platform“ verantwortlich.

## Mitgliedschaften
- Pfizer Forschungspreis (Schweiz): Vizepräsident des Stiftungsrates und der wissenschaftlichen Kommission Onkologie
- ProteoMediX AG: Mitgründer und Verwaltungsratsmitglied
- Dr. Josef Steiner Krebsforschungspreis: Mitglied der Preiskommission

## Auszeichnungen
- 2001 Preisträger des Dr. Josef Steiner Krebsforschungspreises[1]